# Tiguidanké Bérété
Pour les articles homonymes, voir Bérété.
Tiguidanké Bérété, née en 2002 à Conakry (Guinée) est une mannequin et reine de beauté guinéenne.
Elle est élue Miss Guinée 2024, succédant à Saran Kourouma.

## Biographie
Tiguidanké Bérété naît en 2002 dans la capitale guinéenne Conakry. Elle est diplômée d'un diplôme de mode.

## Concours de beauté
Le 16 juin 2023, Tiguidanké participe à la présélection de la zone spéciale de Conakry pour l'élection de Miss Guinée 2023 et est retenue parmi les huit candidates qualifiées pour l'élection de Miss Guinée 2023, se classant à la 6e place. Lors de l'élection de Miss Guinée 2023, le 25 novembre 2023, elle se classe dans le Top 5 et c'est Saran Kouroum qui est couronnée,.
Le 25 février 2024, elle représente son pays au concours World Top Model 2024 qui se tient à Monaco,. À cette occasion, elle décroche un contrat avec l'agence Major Models ainsi qu'un engagement pour participer à la Fashion Week de New York 2024, organisée par Cintia Hullen. 
Le 4 août 2024, elle est élue Miss Conakry 2024, ce qui lui offre le droit de concourir à l'élection de Miss Guinée 2024

### Miss Guinée 2024
Lors de l'élection de Miss Guinée 2024, qui se tient le 30 novembre 2024 à la plage de Camayenne, Tiguidanké est élue Miss Guinée 2024 devant Youssouf Baldé (1re dauphine) et Aicha Traoré (2e dauphine). Elle est couronnée par Saran Kourouma, à qui elle succède,,. 

## Prix et reconnaissances
- 2024 : Miss Conakry 2024[7]
- 2024 : Miss Guinée 2024[10],[11].